# 池州市第六中学
池州市第六中学（前称池州市杏花村中学），简称池州六中，是一所位于中國安徽省池州市贵池区的高级中学，是安徽省示范高中。池州市第六中学是中华人民共和国成立后，贵池地方政府创办的第一所中学，始创于1957年，2008年改为现名。

## 历史
1957年9月，原“贵池县杏花村中学”在池州城西杏花村成立，为一初级中学。首任校长为甘崇山。
1969年3月18日，经贵池县革命委员会批准，“贵池县杏花村中学”和贵池中学合并，成立“贵池县立贵池中学”，简称“贵池县中学”，甘崇山为革委会主任，校舍让与贵池县农机厂。
1971年，“贵池县杏花村中学”恢复重建，甘崇山改任贵池中学革委会主任。1975年开始招收高中学生。1977年，迁至城西秋浦路以南约12.8亩的校区。1981年，经安徽省教育厅批准，“贵池县杏花村中学”成为安徽省首批由初级中学改制的全日制完全中学。此后，学校迅速发展，1988年12月，随着贵池撤县建市，“贵池县杏花村中学”更名为“池州杏花村中学”。1998年，池州地区行政公署将其命名为“地区示范高中”。至2000年，“杏花村中学”校区总面积24000平方米，有24个初中班、12个高中班，在校学生约2700人、教职工118人。
2004年9月，高中部整体搬迁至杏花村大道199号的新校区。2009年，经池州市人民政府批准，高中部更名为“池州市第六中学”；初中部更名为“池州市第十六中学”，隶属于六中。2012年3月，初中部不再隶属于池州市第六中学。
2013年5月，经安徽省教育厅批准，池州市第六中学被命名为为安徽省示范高中。

## 学校现状
池州六中现有51个教学班，在校学生2950余人。教职工171人。校园总面积为153亩，有教学楼、学生宿舍、食堂、实验楼、图书馆、艺体楼、运动场等设施。建筑总面积42274平方米。
池州六中的校歌为《我们是含笑的杏花》，写于1991年。

## 知名校友
- 何世德，1947年生，中国人民解放军少将，中华人民共和国驻法国大使馆武官。初中毕业于贵池县杏花村中学，高中毕业于安徽省贵池中学。
- 夏国富，1951年生，中国人民解放军少将，四川省军区司令。初中毕业于贵池县杏花村中学，高中毕业于安徽省贵池中学。
- 赵世华，1960年生，北京协和医学院医学博士。
- 李雁雁，1965年生，中华人民共和国第一位盲人医学博士。初中毕业于贵池县杏花村中学，高中毕业于安徽省贵池中学。
- 朱四德，1945年生，曾任中共池州市委常委、贵池市人民政府市长。初中毕业于贵池县杏花村中学，高中毕业于安徽省贵池中学。

## 图像

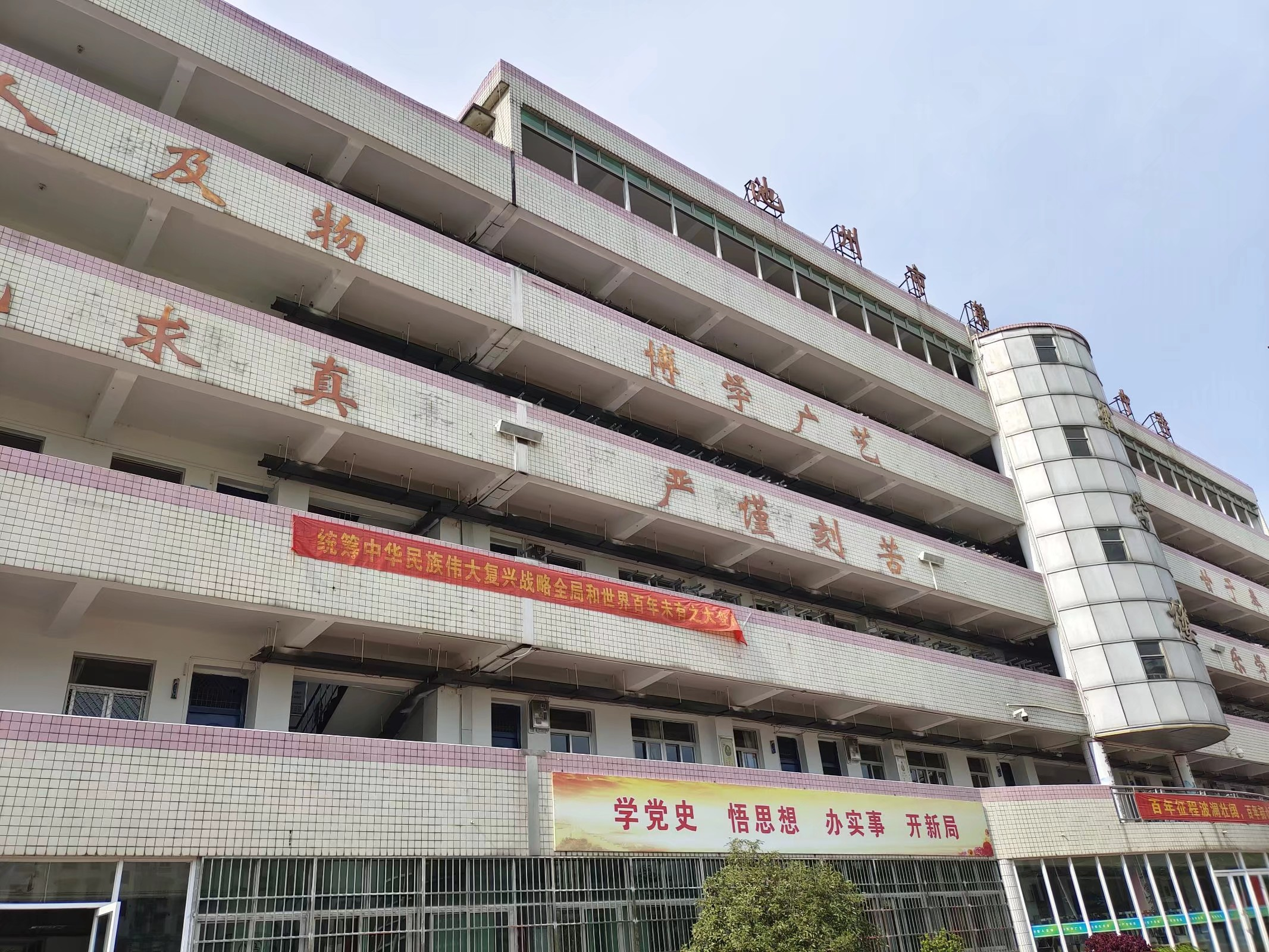
教学楼
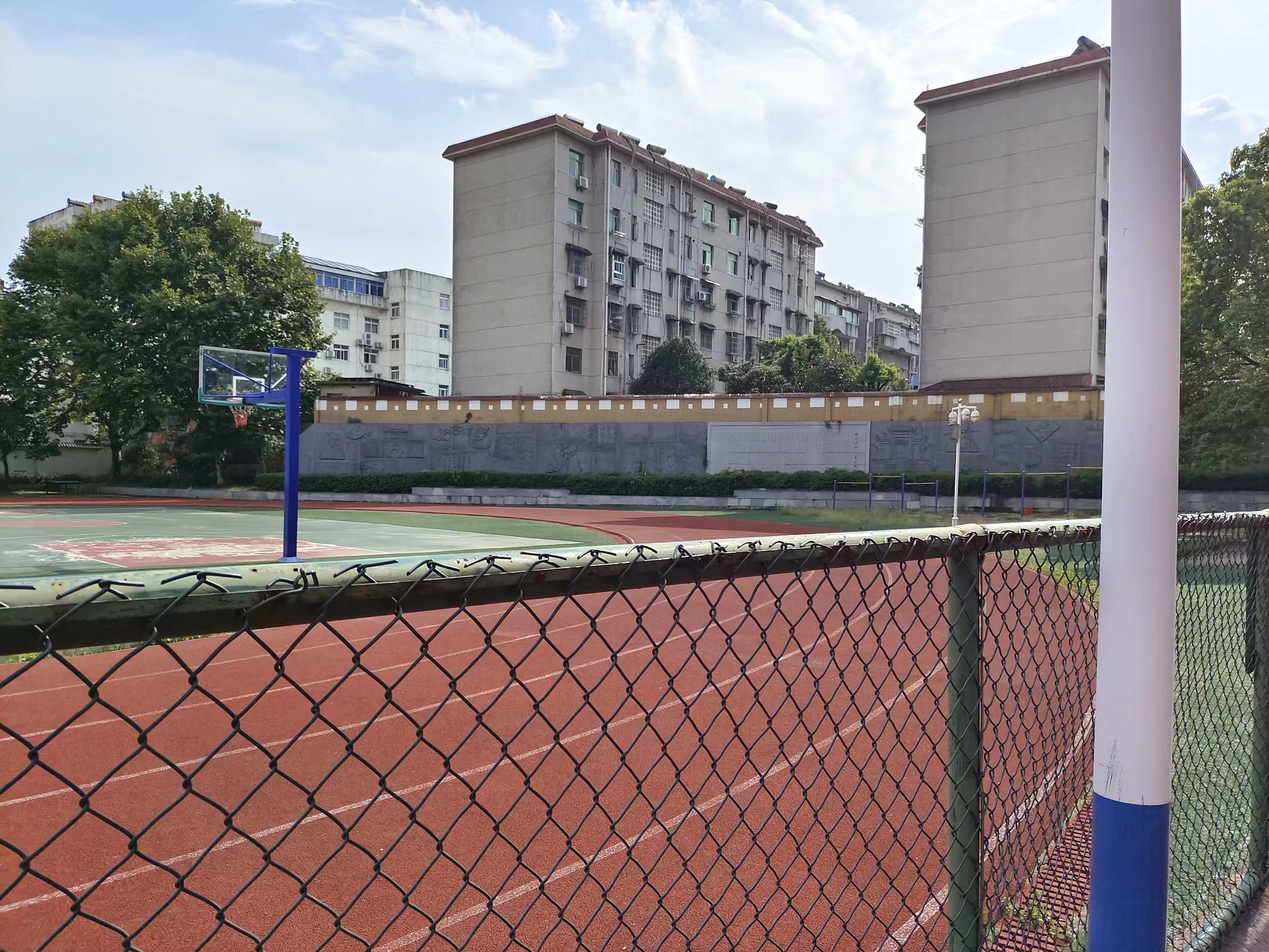
操场
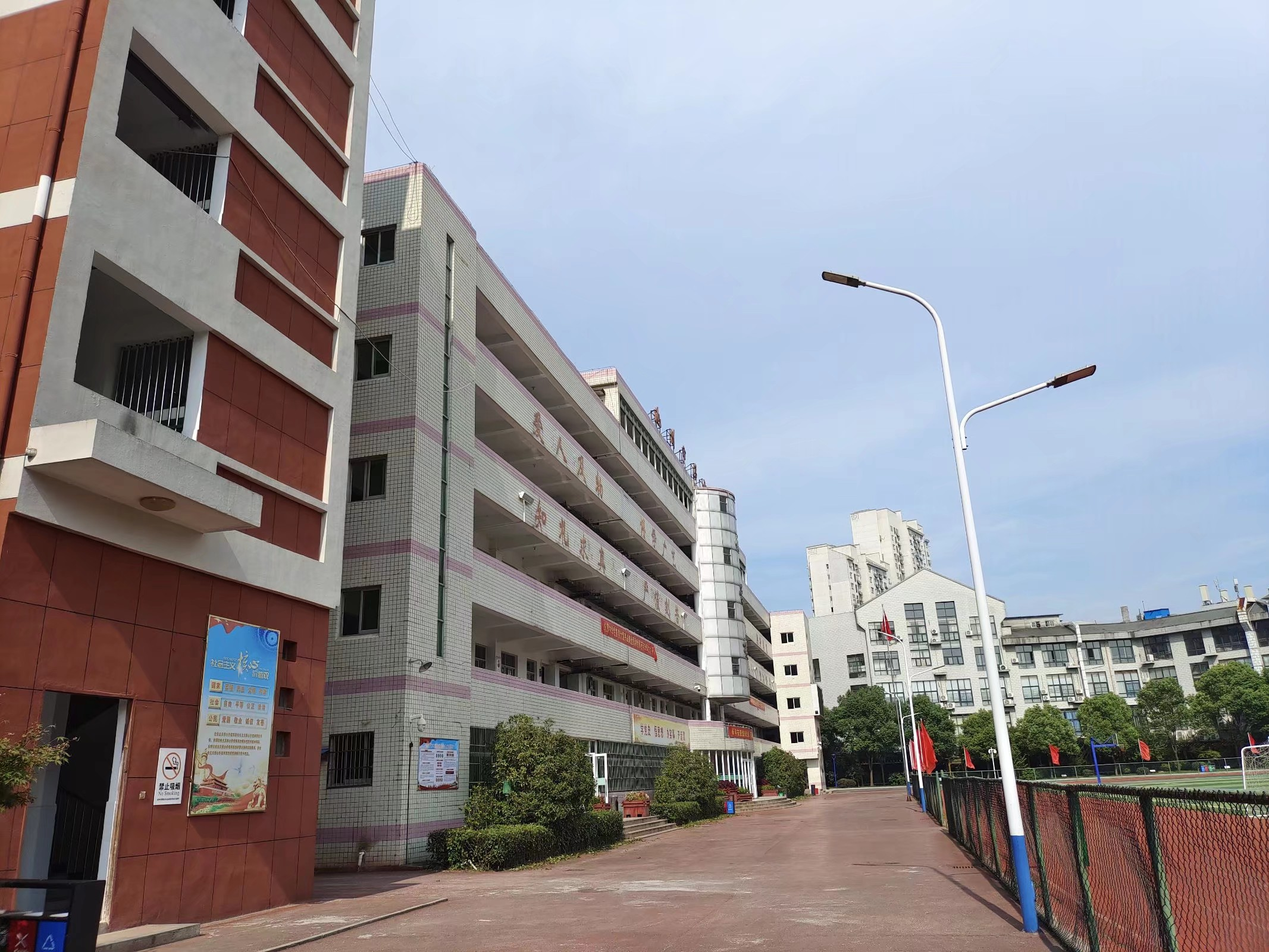
教学楼